# Весна Пусич
Весна Пусич (на хърватски: Vesna Pusić) е хърватска политичка.
Заема длъжностите първи заместник министър-председател (ноември 2012 – януари 2016) и министър на външните работи на Хърватия в кабинета на Зоран Миланович (декември 2011 – януари 2016). Членува в либералната Хърватска народна партия - либерални демократи и е неин председател от 2000 до 2008 г.
Пусич е социоложка по образование: завършила е Философския факултет на Загребския университет (1976), там получава докторска степен през 1984 г. Преподавателка е по социология в Загребския университет, преподавала е също в Чикагския университет, Университета Корнел и Американския университет в гр. Вашингтон.
Избирана е за членка на парламента през 2000, 2003, 2007 г. Заема 5-о място като кандидат-президент на І тур на президентските избори през декември 2009 г.
Известна е с либералните си политически възгледи, участието си във феминистки движения и активната си подкрепа за равноправието на хърватската ЛГБТ общност.